# Ōkunoshima
Ōkunoshima (大久野島) és una illa localitzada al Mar Interior de Seto. Forma part de Takehara (Prefectura de Hiroshima). És accessible mitjançant ferry des de Tadanoumi i Ōmishima. Es troben zones d'acampada, pistes de senderisme i llocs d'interès històric. Sol ser referida com l'illa dels Conills (ウサギ島, Usagi shima?) a cause del nombre de conills salvatges que hi ha. Aquests conills són mansos i s'aproximen fàcilment als humans. Malgrat la seua grandària, l'illa va tindre un paper clau durant la Segona guerra mundial perquè posseïa una fàbrica de gas tòxic que va alimentar una gran part de la guerra química que es va fer a la Xina.
A principis del segle XX l'illa fou utilitzada com a guarnició. Després de la Primera Guerra Mundial les institucions japoneses encarregades sentiren que era necessari una fàbrica de gas verinós.
Entre el 1929 i 1945 hi hagué unes instal·lacions militars per a fabricar gas verinós. S'hi fabricaren tones de gasos verinosos. Els tipus de gas n'eren cinc.
L'illa fou elegida per a la instal·lació de la fàbrica de gas verinós per la seua situació llunyana dels nuclis de població en cas d'accident, la seua proximitat amb les instal·lacions militars d'Hiroshima i Kure i perquè era més barat que reconstruir les instal·lacions destruïdes pel Gran terratrèmol de Kantō, que ocorregué el 1923. Fou una de les instal·lacions més importants de la indústria militar química japonesa.
Hui en dia hi ha un servei de visites a les antigues instal·lacions militars. També hi ha un museu sobre les activitats de fabricació de gas verinós a l'illa.